# 總見院
總見院（そうけんいん）是位在日本京都府京都市北區的臨濟宗大德寺之塔頭寺院。織田信長之菩提寺。除了春秋等的特別公開以外，通常非公開。

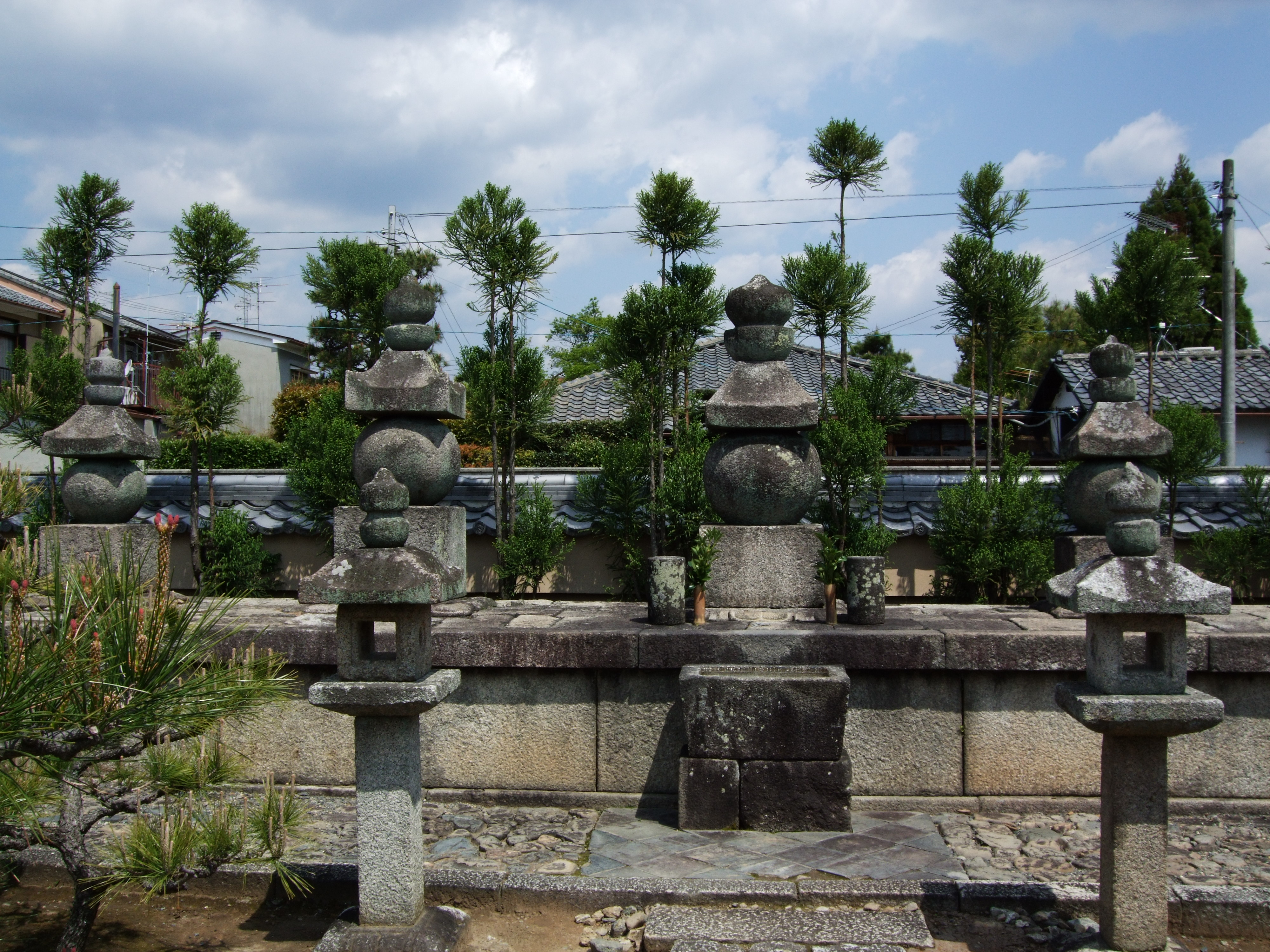
織田信長供養塔
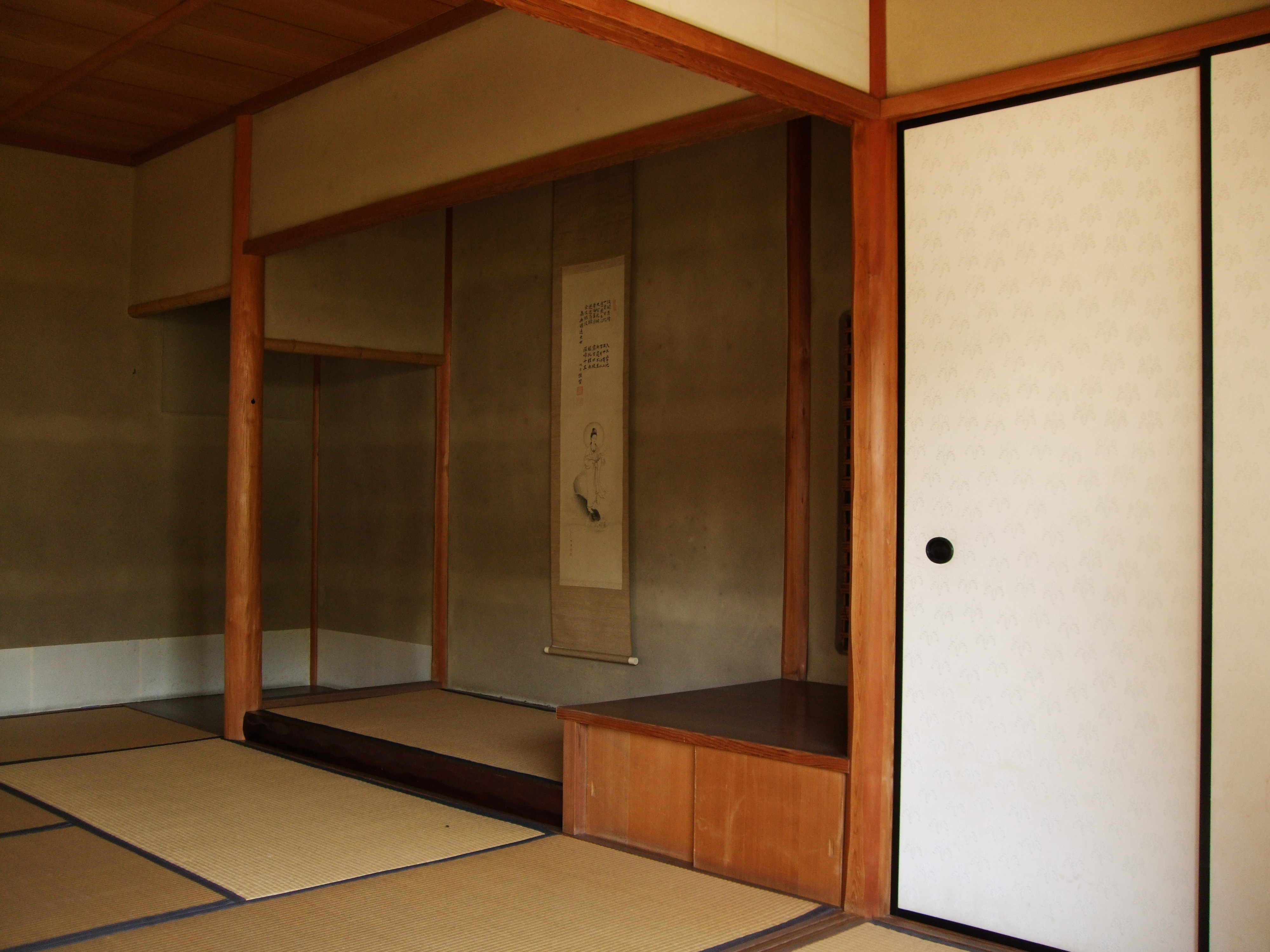
茶室 香雲軒內部

## 關連項目
- 織田信長
- 豐臣秀吉
- 千利休
- 臨濟宗
- 大德寺